# ジルベール・モティエ・ド・ラファイエット
ジルベール・モティエ・ド・ラファイエット（Gilbert Motier de La Fayette、1380年 - 1462年2月23日）は、ラファイエットおよびポンジボー、エイエ（Ayes）、ネブーザック（Nébouzac）、サン＝ロマン、モンテル＝ド＝ジュラの領主、百年戦争中のフランス元帥。ラファイエット侯爵ジルベール・デュ・モティエの先祖である。

## 経歴

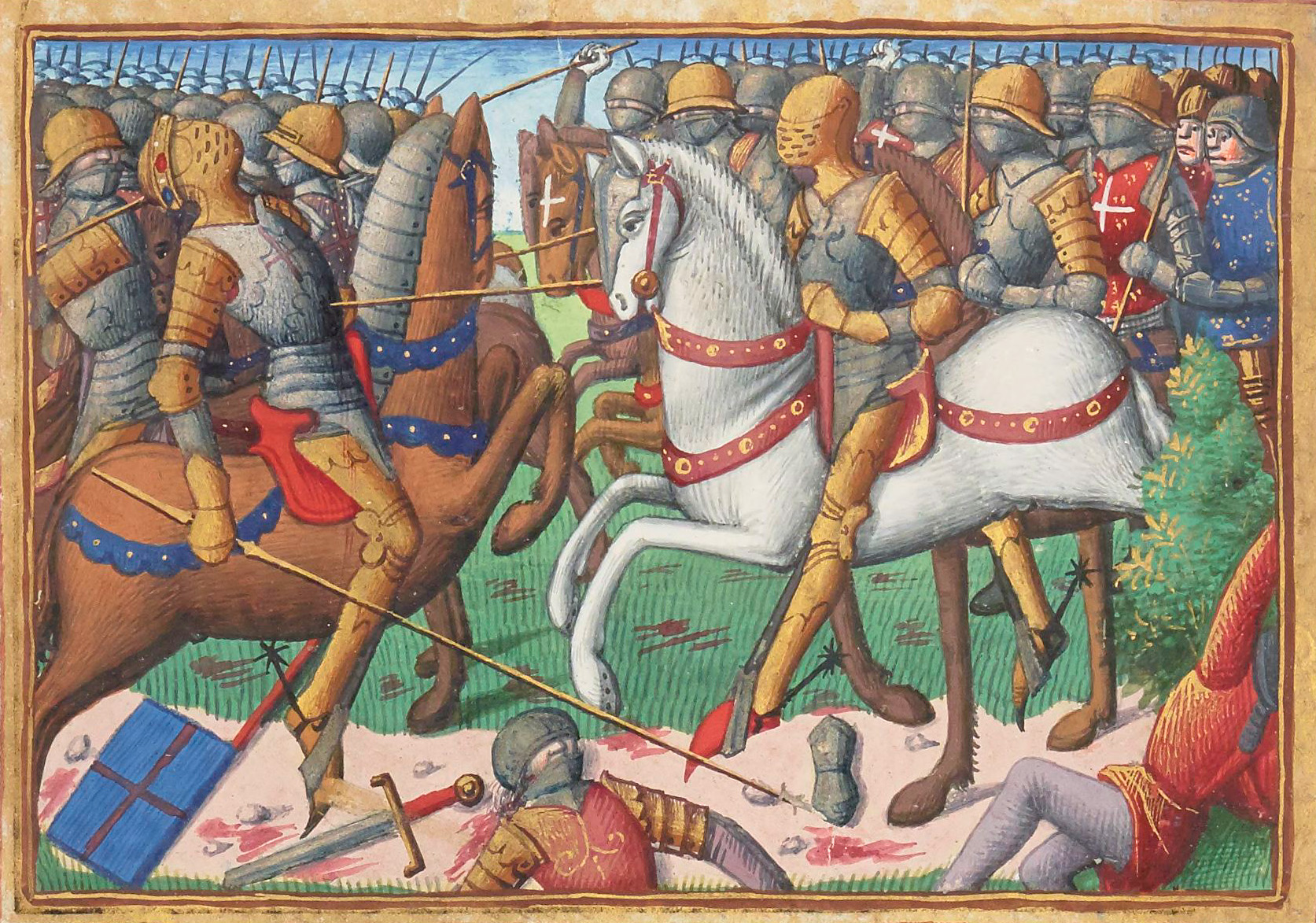
ボージェの戦い

紋章。モットーは「Cur non?」（Why not?）

1380年に生まれ、ブルボン公ルイ2世の宮廷で育つ。ブシコー元帥の下、イタリアで軍務に就く。1409年、ジェノヴァ共和国の退却後、フランスに帰還し、ブルボン家のセネシャルとなる。
百年戦争において、ブルボン公ジャン1世とともに、1413年スービーズで、1415年にコンピエーニュで戦った。その後、ラングドックとギュイエンヌの中将となる。イギリス軍とブルゴーニュ派にロワール渓谷で勝利を重ね、1420年にドーフィネの知事およびフランス元帥に任命された。1422年のボージェの戦いでは、バカン伯ジョン・ステュアートと、フランス・スコットランド連合軍を指揮した。1424年、ヴェルヌイユの戦いでイギリス軍の捕虜となるが、すぐに解放された。
1429年、ラファイエットは300の兵を率いて、ジャンヌ・ダルクとともにオルレアン包囲戦やパテーの戦いで戦った。
1429年7月17日にはランスで行われたシャルル7世の戴冠式に出席し、顧問会議の一員になった。1430年頃にジョルジュ・ド・ラ・トレモイユの反感で短い期間免職されたのを除き、生涯にわたり王の寵愛を受けた。1435年、シャルル7世とブルゴーニュ公フィリップ3世とのアラスの和約に署名した。
1445年から1448年にかけては、フランス軍の再建に貢献した。例として、軍に山賊行為を鎮圧するポストを設けた。1449年、サマセット公エドムンド・ボーフォートとの条約に調印した。
1449年、ノルマンディーでイギリス軍と戦う。10月19日にはルーアンを陥落させた。
1462年2月23日、オーベルニュで死去。ラ・シェーズ＝デューの修道院に埋葬された。彼の墓石には、名前のアナグラムで「Merito」と記された。

## 家族
ジルベール・モティエは、ラファイエットの領主で、ベリー公ジャン1世の騎士および重騎兵であったウィリアム・モティエ・ラファイエット（William Motier La Fayette）の息子である。母はマルゲリーテ・カトリーヌ・ブリュン・デュ・ペシン、デイム・ド・ポンジボー（Marguerite Catherine Brun du Peschin, Dame de Pontgibaud）である。兄弟姉妹には、ボルト（Voulte）の修道院次長となったバルテルミー（Barthélemy）、モンテル（Montel）の領主ベルノー・デュ・ラック（Bérnaud du Lac）と結婚したアルガイエ（Algaye）、バセル（Vassel）の領主で騎士のジャン・ド・バセル（Jean de Vassel）と結婚したジルベルト（Gilberte）がいる。
最初の妻は、ドーフィネ・ド・モンテイス（Dauphine de Monteith、1400年 - 1423年）で1420年に結婚。二番目の妻は、ランドン・ド・ジョユース卿（Lord Randon de Joyeuse）とカサリン・オーベル・レディ・モンテイユ・ジェラ（Catherine Aubert, Lady Monteil Gelat）の娘ジャンヌ・ド・ジョユース（Jeanne de Joyeuse）で、1423年1月15日に結婚した。ジャンヌとの間には以下の子供9人が生まれた。
- シャルル、ラファイエットの領主（Charles、1425年 - 1486年）：1449年、ルーアン包囲戦で騎士に叙任される。1466年、50のランス・フォーニー（英語版）を指揮した。1468年に三部会の議員となり、1480年まで王の顧問および侍従であった。
- アントワン、ボセオン・ヴォーシュ（Bothéon Veauche）およびグータヌールーズ（Goutenourouze）の領主（Antoine、1426年 - 1480年）：ルイ11世の顧問および侍従であった。1470年にロク＝セルヴィエール（Roque-Servieres）の隊長、1486年にノネットの隊長となった。
- フランソワーズ（Françoise、1427年生）：ジャック・フーリエ（Jacques Fourrier）と結婚。
- ジャン（Jean、1430年 - 1490年）：聖ヨハネ騎士団に入る。
- ルイ (Louis、1431年生) ：律修司祭およびリヨン伯（英語版）。
- カトリーヌ（Catherine、c.1432年 - 1484年)：ブロ男爵ユーグ・ド・ショビニー（Hughes de Chauvigny, the Baron de Blot）と結婚。息子のレイナール・ド・ショビニー・ド・ブロ（1491年没）は、1465年から1491年までラ・シェーズ・デュー（La Chaise-Dieu）の修道院長であった。
- アンヌ（Anne、1434年生）：モーベック（Maubec）およびモントレア（Montlear）の領主、フランソワ・ド・モーベック（François de Maubec）と結婚。
- ジャンヌ（Jeane、1435年生）
- ジルベール4世、サン＝ロマン卿（Gilbert IV、1440年 - 1527年）。1474年から1486年まで、ルイ11世とシャルル8世のエスクワイアとなる。1490年にシャルル8世のメートル・ドテルとなった。イサボー・ド・ポリニャックと結婚。彼らの息子アントワン、ポンジボーおよびモンテル・ド・ジェラ、ロシュダグー（Rochedagoux）の領主（1474年 - 1531年）は騎士になった。ブローニュの知事、Ll'on-Thieuのセネシャルとなり、1515年まで砲兵隊長（英語版）であった。娘のアンヌ（1475年 - 1524年）はルイ・ラスティク（Louis Lastic）と結婚した。

娘はもう一人、ルイーズ（Louise、1456年没）がいた。彼女は1419年に、トゥールノエル城を引き継いだジュアン・ド・ラロシュ（Jehan de La Roche）と結婚。ジュアンは1424年8月、22歳でヴェルヌイユ（Verneuil）の戦いで死亡した。彼らの間には3人の子供がいた。1428年にジュアンの父ニコラが死亡すると、ジュアンの兄弟たちがルイーズからトゥールノエル城を奪うことを主張した。トゥールノエル城は法的に解決されるまで、セネシャルの手元に置かれた。1429年にトゥールノエル城はルイーズと彼女の子供たちに与えられた。